# Jussy (Moselle)
Jussy település Franciaországban, Moselle megyében. Lakosainak száma 458 fő (2022. január 1.). Jussy Gravelotte, Moulins-lès-Metz, Rozérieulles, Sainte-Ruffine és Vaux községekkel határos.

## Népesség
A település népességének változása:
| Lakosok száma | 317  | 396  | 418  | 446  | 479  | 463  | 443  | 445  | 446  | 458  |
|               | 1968 | 1982 | 1990 | 2006 | 2013 | 2015 | 2017 | 2019 | 2020 | 2022 |